# سعف النخيل

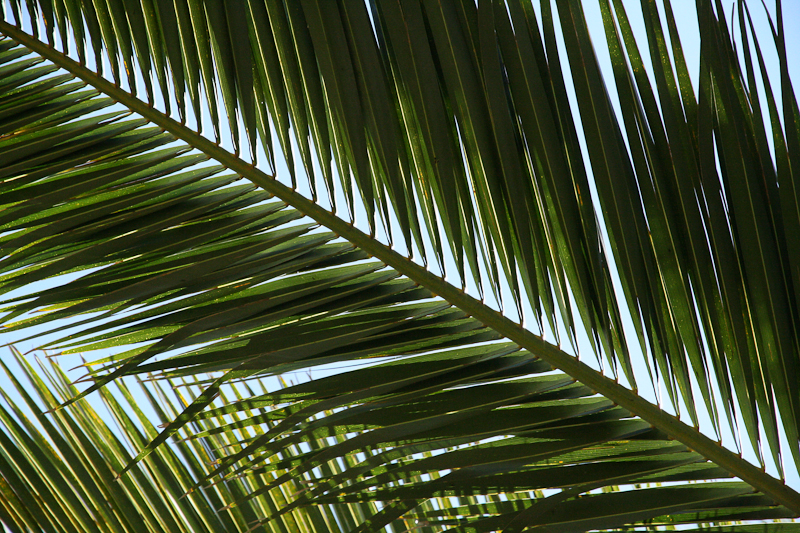
سعف النخيل أو غصن النخيل (Palm Branche) أو الريشة (Pinnation) مع الخوص المعروف بالوريقة (Pinnule أو Leaflet)

فرع النخيل أو سعف النخيل أو غصن النخيل (Palm Branche/Branch) هو أوراق شجرة النخيل المتفرعة وهي ريشية الشكل وخشنة الملمس وذات أطراف حادة، يسمى أيضاً جريد النخلة أو الخوص. يبلغ طوله عدة أمتار في العادة كما يدخل في كثير من الصناعات. ويرمز للنصر والسلام والخلود في حضارات الشرق الأدنى القديم وعالم البحر الأبيض المتوسط. كان النخيل مقدسا في ديانات بلاد ما بين النهرين، وفي مصر القديمة كان يمثل الخلود. وفي اليهودية سعف النخيل جزء من إحتفال عيد العرش. كان فرع النخيل يُمنح للرياضيين المنتصرين في اليونان القديمة، وسعف النخيل أو الشجرة نفسها هي واحد من أكثر سمات النصر شهرة في روما القديمة.
في المسيحية، يرتبط فرع النخيل بدخول المسيح المنتصر في أحد الشعانين، حسب (إنجيل يوحنا 12: 13) (فَأَخَذُوا سُعُوفَ النَّخْلِ وَخَرَجُوا لِلِقَائِهِ، وَكَانُوا يَصْرُخُونَ: «أُوصَنَّا! مُبَارَكٌ الآتِي بِاسْمِ الرَّبِّ! مَلِكُ إِسْرَائِيلَ!). شجرة النخيل لها معنى في المسيحية كما الأيقونات المسيحية لتمثيل النصر، في انتصار الروح على الجسد، رؤيا 7: 9.
بما أن النصر يشير إلى نهاية الصراع أو المنافسة، فقد تطور سعف النخيل ليكون رمزا للسلام، وهو معنى يمكن أن يكون في الإسلام، حيث يرتبط غالبًا بالجنة.
تم استخدام سعف النخيل في مجموعة متنوعة من الاستخدامات، خاصةً للأسقف والسلال والضفر، أو كوسيلة للكتابة.

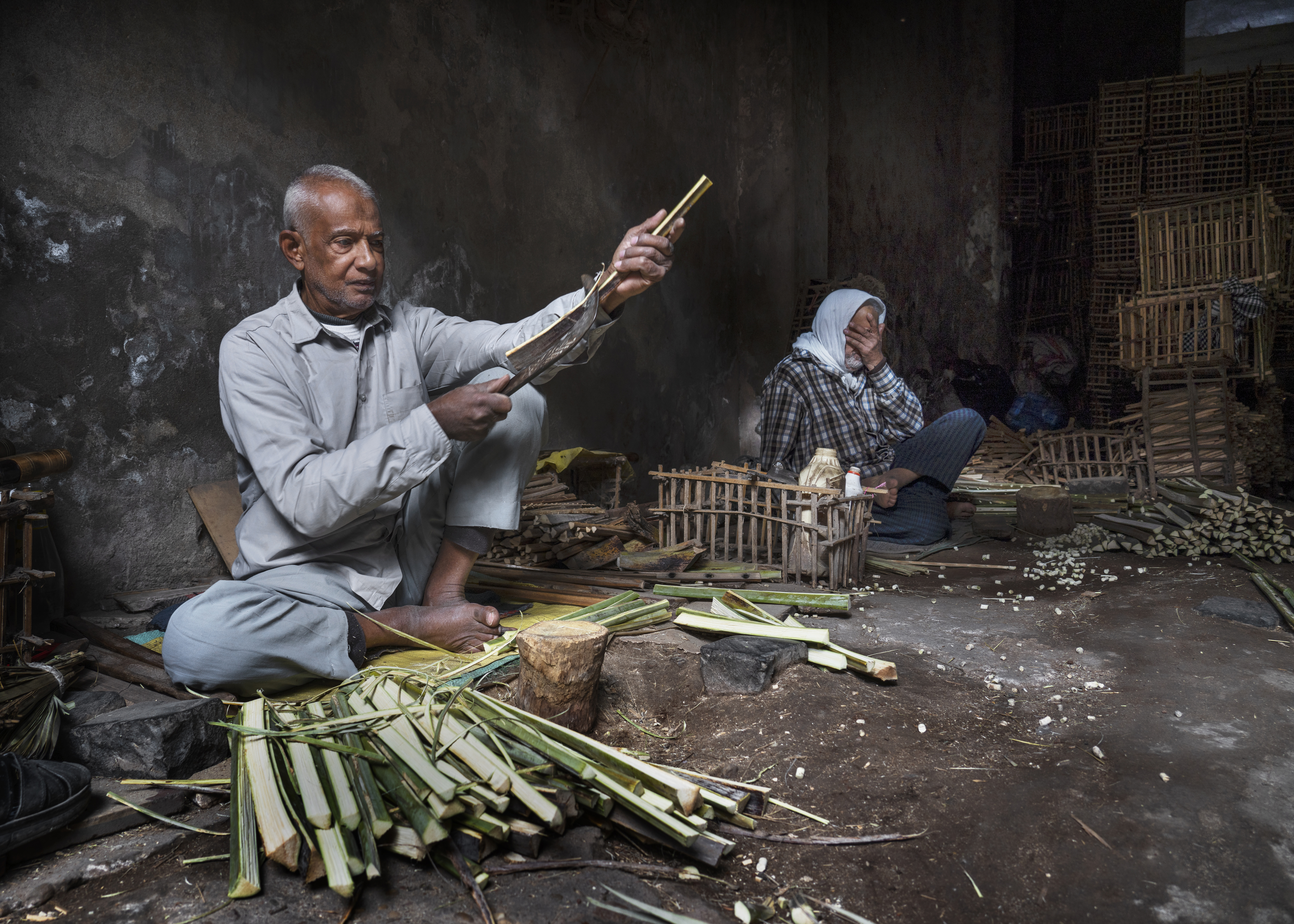
اثنان يقومان بتقطيع الجريد

## النخلة في الإسلام

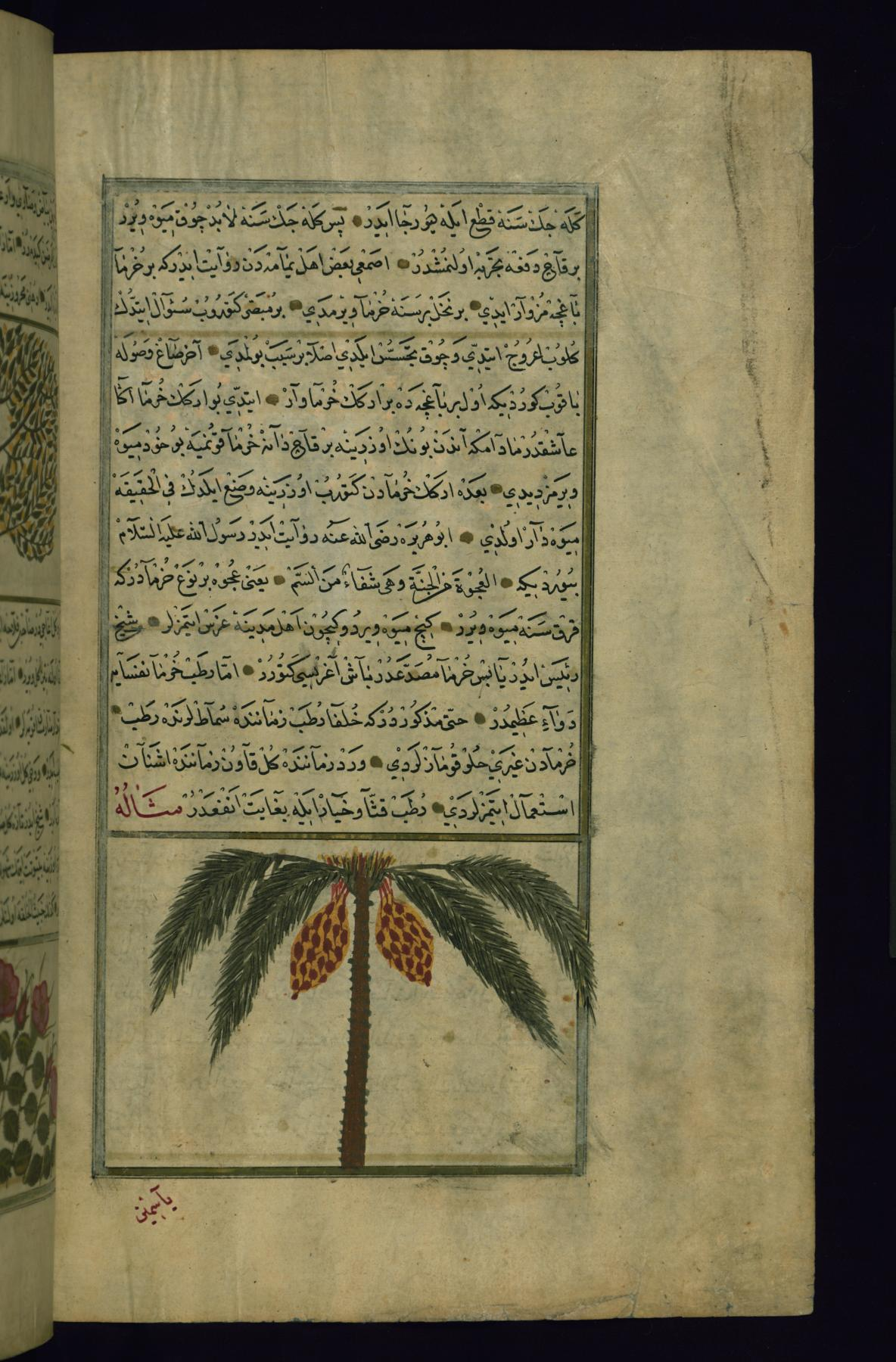
شجرة نخيل (1717) للرسام العثماني محمد بن محمد شاكر رزمة ناثاني (Muhammad ibn Muhammad Shakir Ruzmah-'i Nathani).

تُعتبر شجرة النخيل ذات أهمية كبيرة في الثقافة الإسلامية، كما أنها ترمز للراحة والضيافة في العديد من ثقافات الشرق الأوسط. وأظهر وجود أشجار النخيل حول واحة أن الماء هو نعمة من عند الله. وقد ذُكر في القرآن وجود النخلة في الجنة. في سورة الرحمن، قال الله تعالى: ﴿فِيهِمَا فَاكِهَةٌ وَنَخْلٌ وَرُمَّانٌ ۝٦٨﴾ [الرحمن:68]. وذُكر أيضا أن السيدة مريم قد أنجبت عيسى عليه السلام أسفل نخلة التمر.
كما تم ذِكر النخلة في السنة النبوية الشريفة: «عن عبد الله بن عمر رضى الله عنهما قال: كُنَّا عِنْدَ رَسولِ اللَّهِ صَلَّى اللهُ عليه وسلَّمَ فَقالَ: أخْبِرُونِي بشَجَرَةٍ تُشْبِهُ أوْ: كَالرَّجُلِ المُسْلِمِ لا يَتَحَاتُّ ورَقُهَا، ولَا ولَا ولَا تُؤْتي أُكْلَهَا كُلَّ حِينٍ قالَ ابنُ عُمَرَ: فَوَقَعَ في نَفْسِي أنَّهَا النَّخْلَةُ، ورَأَيْتُ أبَا بَكْرٍ، وعُمَرَ لا يَتَكَلَّمَانِ، فَكَرِهْتُ أنْ أتَكَلَّمَ فَلَمَّا لَمْ يقولوا شيئًا، قالَ رَسولُ اللَّهِ صَلَّى اللهُ عليه وسلَّمَ: هي النَّخْلَةُ فَلَمَّا قُمْنَا قُلتُ لِعُمَرَ: يا أبَتَاهُ، واللَّهِ لقَدْ كانَ وقَعَ في نَفْسِي أنَّهَا النَّخْلَةُ، فَقالَ: ما مَنَعَكَ أنْ تَكَلَّمَ؟ قالَ: لَمْ أرَكُمْ تَكَلَّمُونَ، فَكَرِهْتُ أنْ أتَكَلَّمَ أوْ أقُولَ شيئًا، قالَ عُمَرُ: لَأَنْ تَكُونَ قُلْتَهَا، أحَبُّ إلَيَّ مِن كَذَا وكَذَا».
وقد استخدم سعف النخيل في بناء منازل العرب قديماً وكانت جذوع النخل تشكل العمدان ولا تزال بعض الدول العربية تحتفظ بتراثها على شكل هذه البيوت. وقد استخدمت أجزاء النخيل المختلفة في بناء مسجد المدينة قديماً. وقيل أن الرسول صلى الله عليه وسلم كان يتكئ على جذع نخلة عندما كان يخطب.

## الاستخدام الحديث
الشعار اللاتيني للورد نيلسون (Lord Nelson) هو: Palmam qui meruit ferat «دع الذي استحق النخلة ليحملها». وقد تم تبني الشعار من قِبَل العديد من المنظمات الأخرى، بما في ذلك جامعة كاليفورنيا الجنوبية.
في الوقت الحاضر تعتبر النخلة -خاصةً نخلة جوز الهند- كمفهوم يرمز للجزيرة الجنة. تظهر أشجار النخيل على أعلام وأختام عدة أماكن حيث يعتبر موطنها الأصلي، بما في ذلك مالطا وهايتي وباراغواي وغوام وفلوريدا وبولندا وأستراليا وكارولاينا الجنوبية. ظهرت أيضًا على علم جمهورية طرابلس التي لم تدم طويلًا (1918-1923)، على الرغم من عدم اتباعها في الأعلام الليبية اللاحقة.
تم تضمين رمز فرع النخيل في مبادرة خط يونيكود في العصور الوسطى (MUFI): ⸙ (2E19 ، «فرع النخيل» في الترميز الموحد (Unicode)).

## العرب والنخيل
في اللغة العربية مصطلح (فوق النخل) يُستخدم للإشارة إلى النشوة أو الرضا أو السعادة القوية. وهناك أغنية شعبية عربية تحمل الاسم نفسه «فوق إلنا خِل». وقد استخدمت العديد من الدول العربية التي تُعتبر موطناً للنخلة سعف النخيل في الصناعات الحرفية التقليدية مثل السلال والحصائر والمكانس والخشب وغيرها. ونظرا لقساوة السعف يتم نقعه بالماء لفترات طويلة قبل استخدامه. وقد اُستُغلت هذه الميِّزة في استخدامه لحفظ الماء.

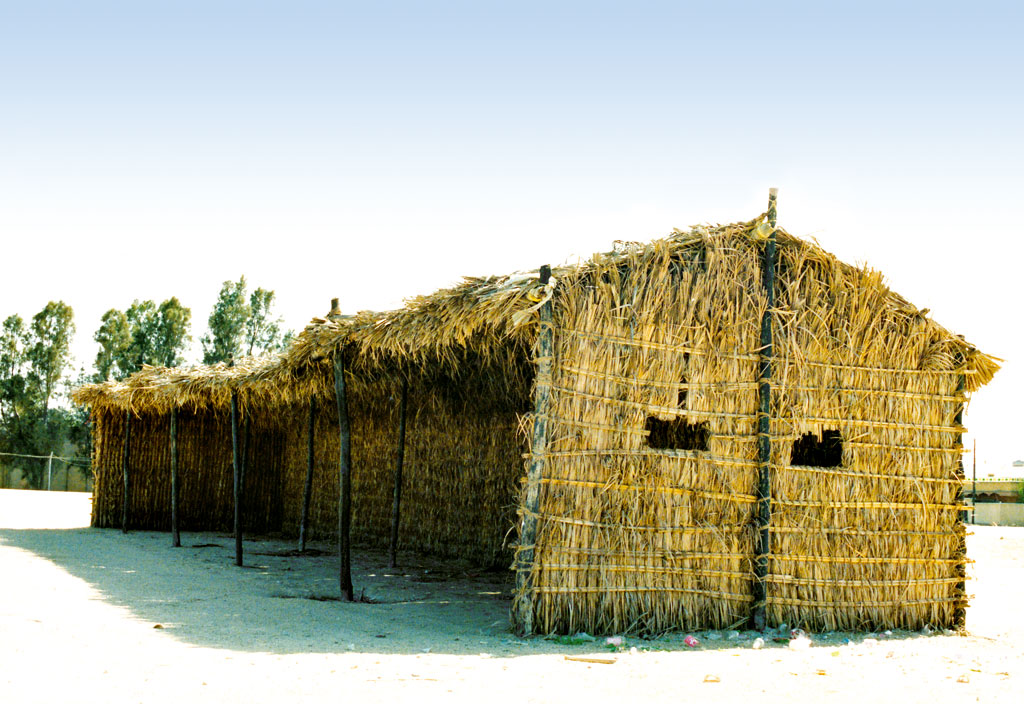
البيوت المصنوعة على الطريقة التقليدية من أشجار وسعف النخيل

كانت النخلة تلعب دوراً كبيراً في حياة شعوبها، وكانت تلبي معظم حاجاتهم الغذائية والصناعية وجوانب أخرى عديدة من حياتهم اليومية، ومنها استخدام عصي السعف بصناعة

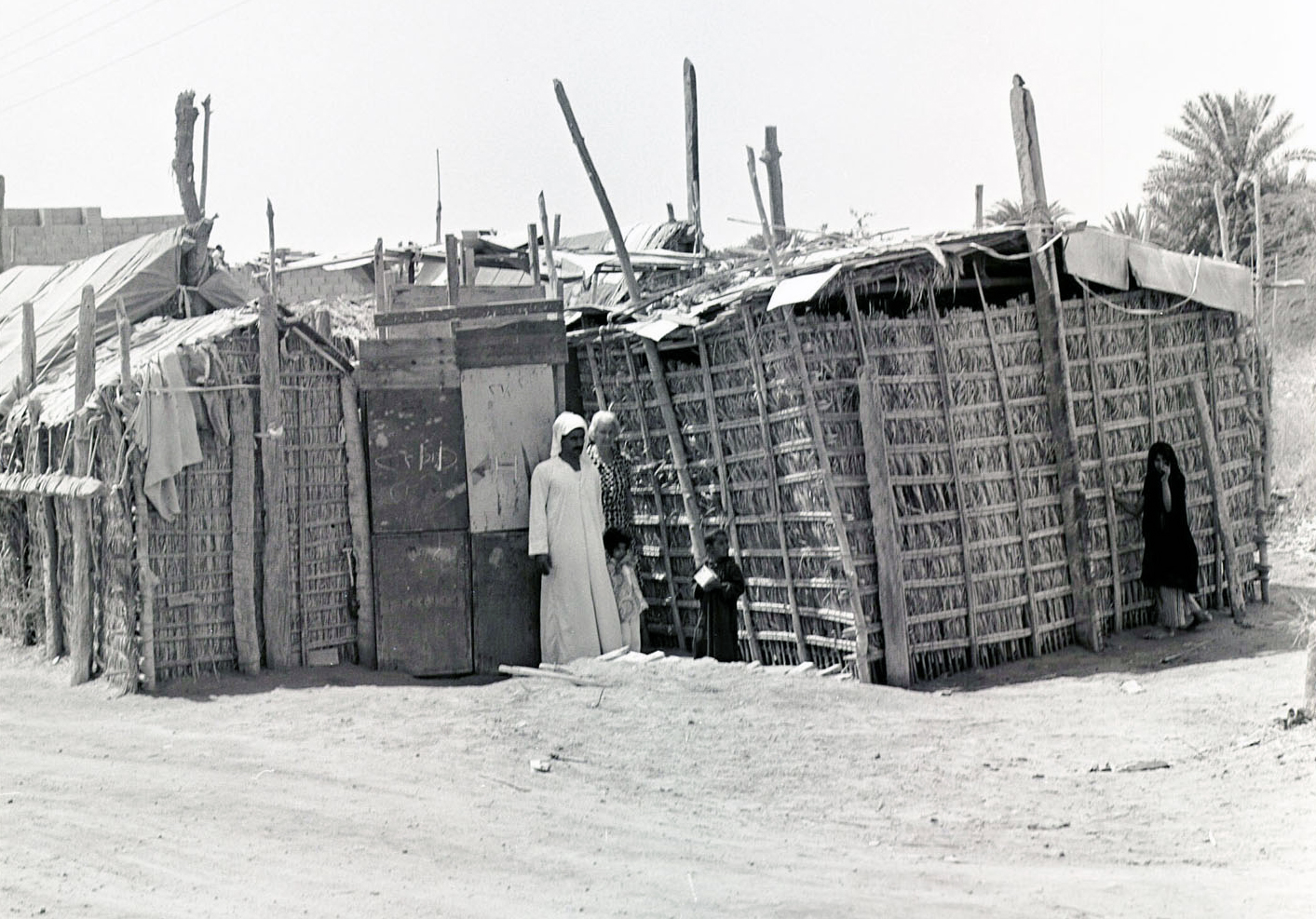
صورة أرشيفية لبيت مصنوع من سعف النخيل تستخدم في فصل الصيف بمنطقة عراد في عام 1963م:

أسرة للأطفال، وأجزاء مختلفة مثل الجذع والجريد والعرجون والسعف وأحياناً الشجرة بأكملها استغلها الصغار في ألعابهم المختلفة، سواءً باستخدامها كما هي أو بدمجها وتركيبها مع بعضها لاختراع ألعاب جديدة، واستخدمها معلموهم كوسائل تعليمية مساعدة. فكبروا ونمت استخداماتها معهم. فكونوا من الخوص سفرة للطعام واستخدموا السعف والليف والجريد وبقية النخلة في صنع بقية الأثاث من حصائر وكراسي وسلال وحطب للموقد المستخدم في الطبخ والتدفئة. ثم يمتد الخير في هذه الشجرة المباركة لتشمل بناء المنازل والبيوت بشكل كامل، فالسور قائم على تجاور السعف أو الجريد وتراصه، والغرف والمجالس ومخزن المؤن تُبنى من الجذوع والسعف اليابس والجريد. كما يضاف العريش إلى المنزل للوقاية من أشعة الشمس الحارقة والاستفادة من مساحة مظللة ومفتوحة. وحتى بعد استخدام الطين في البناء كان النخل مدموجاً معه في بعض الجوانب مخلفاً لمسته، ومؤكداً على أهميته في حياة الناس الذين اعتمدوا على وجوده. وأمن وجود النخيل الكثير من الوظائف والحرف والأعمال والتجارة والزراعة والحياكة. وحتى مخلفاتها تمت الاستفادة منها بإعادة تدويرها لتتحول بأيدي محبي هذه الشجرة إلى تحف فنية تذهل حتى الجيل الجديد الذي لم يحظ بفرصة النمو واللعب بين أشجار النخيل المثمرة والمورفة. ولم يُستثنى الجانب الطبي إذ استُخدم رماد الخوص في علاج الجروح كعلاج شعبي وهناك علاجات أخرى اعتمدت على التمر والنخل في تركيبها.
وضعته بعض الدول على عملاتها مثل قطر والبحرين، واستخدم في رسم النقوش وتزيين الأبنية. واختارت المملكة العربية السعودية نخلة ما بين سيفين في تصميم شعارها حيث ترمز النخلة إلى الخير والنماء في حين يرمز السيفان إلى القوة والمنعة. أيضاً تم اختيار النخلة من قِبَل الكثير من المؤسسات الحكومية في شعارها كالخطوط الجوية العربية السعوية، وجامعة الملك سعود، وغيرهما.
ومن الدول التي تميزت علاقتها مع النخيل هي دولة الإمارات العربية المتحدة فوفقاً لإحدى الإحصاءات من عام 2016، بلغ العدد الفعلي لأشجار النخيل فيها أكثر من 42 مليوناً. وكانت الإمارات قد دخلت موسوعة غينيس للأرقام القياسية، كأول دولة في العالم في أعداد شجر نخيل التمر، وذلك في العام 2009. وأسهمت النخلة بدور مهم في الفترة ما قبل ظهور النفط، إذ تم الاستفادة من جذعها وسعفها للبناء، وخوصها وليفها دخلت في الصناعات اليدوية. في ذلك الوقت استخدم السعف وجريد السعف مع جذوع النخل في تشييد العُرش والخيام، والتي هي بيوت السكان في المدن والقرى القديمة. كما اُستخدم الخوص اليابس لصناعة أكياس للتمر وغيره، والأخضر لصنع الحصر والمكانس وأثاث وأدوات للبيت والجريد لبناء قوارب الصيد الصغيرة، والأخضر منه يُستخدم في صنع شباك صيد السمك.

## ثقافة العصور القديمة

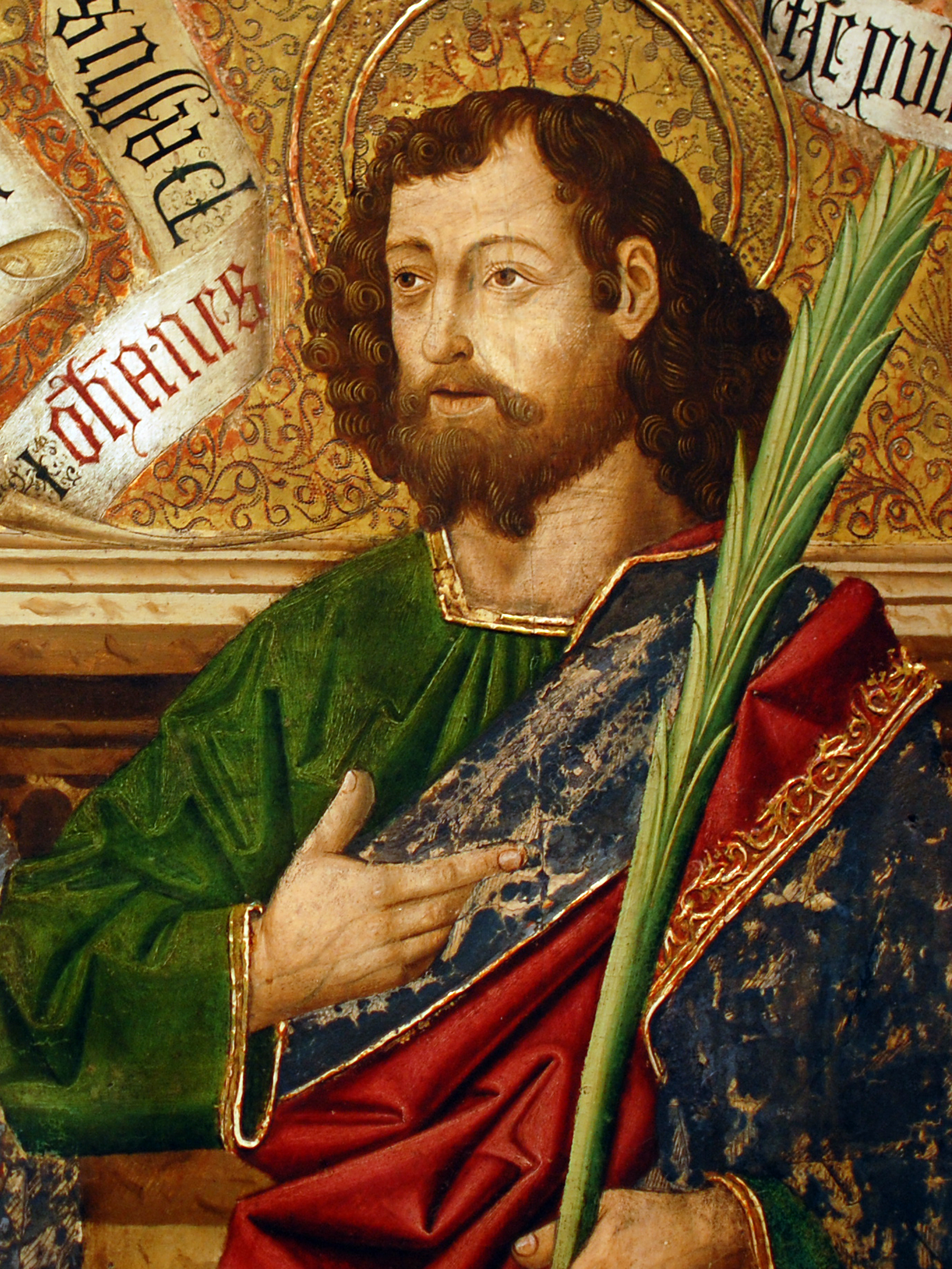
لوحة فنية لشخصية تحمل غصن نخيل صغير.

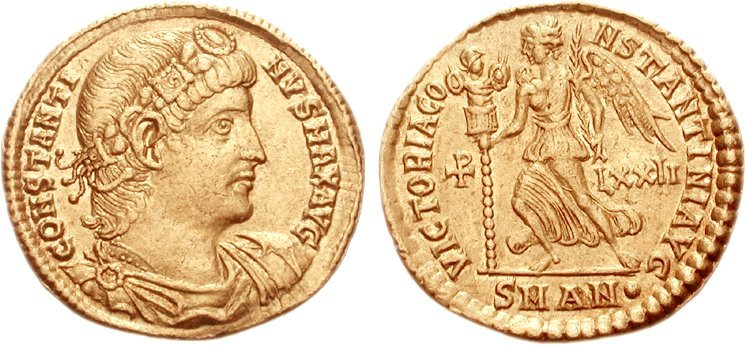
صوليدوس (335-336 ميلادي) لـلقسطنطين الأول، أول إمبراطور مسيحي مع النصر حاملاً نخلة ونصب تذكاري عسكري إلى جانب كريستوجرام christogram
Solidus (335–336 AD) of Constantine I, the first Christian emperor, with Victory holding a palm and a military trophy next to a christogram

في الديانة الآشورية تعتبر النخلة من الأشجار المعروفة بالشجرة المقدسة  والمرتبطة بالجنة. مُمَثلة بتاج الشجرة والأرض وقاعدة الجذع. تُظهِر النقوش من القرن التاسع قبل الميلاد جنياً مجنحاً يحمل سعف النخيل في وجود الشجرة المقدسة ، يرتبط بالآلهة عشتار وموجود على بوابة عشتار. وربما كانت نخلة التمر مثالاً للخصوبة عند البشر في بلاد ما بين النهرين القديمة. وهناك معتقد بأن آلهة بلاد ما بين النهرين إنانا والتي كان لها دور في طقوس الزواج المقدس تجعل التمور وفيرة. بالنسبة لقدماء المصريين فقد مثل جذع النخلة الحياة الطويلة، وغالباً ما كان الإله حح يظهر وهو يحمل ساق النخلة في إحدى يديه أو كلتيهما. كما تم حمل النخلة في مواكب الجنازة المصرية؛ لتمثيل الحياة الأبدية. استخدمت مملكة نري (شعب الإيغبو) "omu" وهي: سعفة النخلة الطرية؛ للتقديس وكبح الجماح. كما يجادل البعض بأن النخلة في القصيدة الفرثية (Drakht-e Asurig) هي بمثابة إشارة إلى العقيدة البابلية.
كانت النخلة رمزاً للفينيقيين، وظهرت على العملات المعدنية البونيقية. في اللغة الإغريقية كان يُعتقد بأن كلمتي نخلة وطائر الفينيق مرتبطة بالاسم الإثني.
في اليونان القديمة، كانت شجرة النخيل علامة مقدسة لأبولو الذي ولد تحت نخلة في جزيرة ديلوس. وبهذا أصبحت النخلة رمزاً للحلف الديلي. وقد قام كيمون الأثيني بنصب تمثالاً برونزياً لشجرة النخيل في دلفي تقديراً منه للتحالف، وكجزء من نصب النصر التذكاري الذي يُحيي ذكرى معركة يوريميدون (Eurymedon) (469/466 قبل الميلاد). بالإضافة لتمثيل الأحزاب المنتصرة كانت النخلة البرونزية (العنقاء phoinix) بمثابة تورية (خدعة) بصرية على الأسطول الفينيقي المهزوم. منذ عام 400 قبل الميلاد فصاعداً، تم منح غصن النخيل للفائز في المسابقات الرياضية، وتم إحضار هذه الممارسة إلى روما حوالي 293 قبل الميلاد.
أصبح النخيل مرتبطًا ارتباطاً وثيقاً بالنصر في الثقافة الرومانية القديمة، لدرجة أن الكلمة اللاتينية بالما "palma" يمكن استخدامها ككناية عن «النصر»، وكانت علامة على أي نوع من النصر. والمحامي الذي يربح قضيته في المنتدى الروماني كان يزين بابه الأمامي بأوراق النخيل. أصبح غصن النخيل أو الشجرة سمة منتظمة لآلهة النصر فكتوريا، وعندما ضمن يوليوس قيصر صعوده إلى السلطة المطلقة بانتصاره في معركة فارسالوس، كان من المفترض أن تظهر شجرة النخيل بأعجوبة في معبد نيكه، النظير اليوناني للنصر في تراليس (أيدين) التي عُرِفت لاحقاً في آسيا الصغرى باسم قيسارية. كانت (toga palmata) توجة مزينة بزخارف النخيل، تم ارتداؤه للاحتفال بالنصر الروماني فقط من قِبَل أولئك الذين حققوا انتصاراً سابقاً. قد كانت التوجة بحد ذاتها رداء المواطنين في السلم. وكان المنتصر يرتديه ليشير إلى إلقاء السلاح ووقف الحرب. ويشير استخدام النخلة بهذا الوضع إلى كيفية تواري المعنى الأصلي «للنصر» خلف «السلام» باعتباره تداعيات للنصر.

استمرت العملات المعدنية الصادرة في عهد قسطنطين الأول -أول إمبراطور مسيحي- وخلفائه في عرض الرموز التقليدية للنصر، ولكن غالباً ما يُقترن بالرمزية المسيحية مثل كريستجرامس. السيناتور الروماني سيماخوس الذي حاول الحفاظ على التقاليد الدينية لروما تحت السيطرة المسيحية، تم تصويره على قطعة من العاج تحمل غصن نخلة كإستعارة للانتصار على الموت.

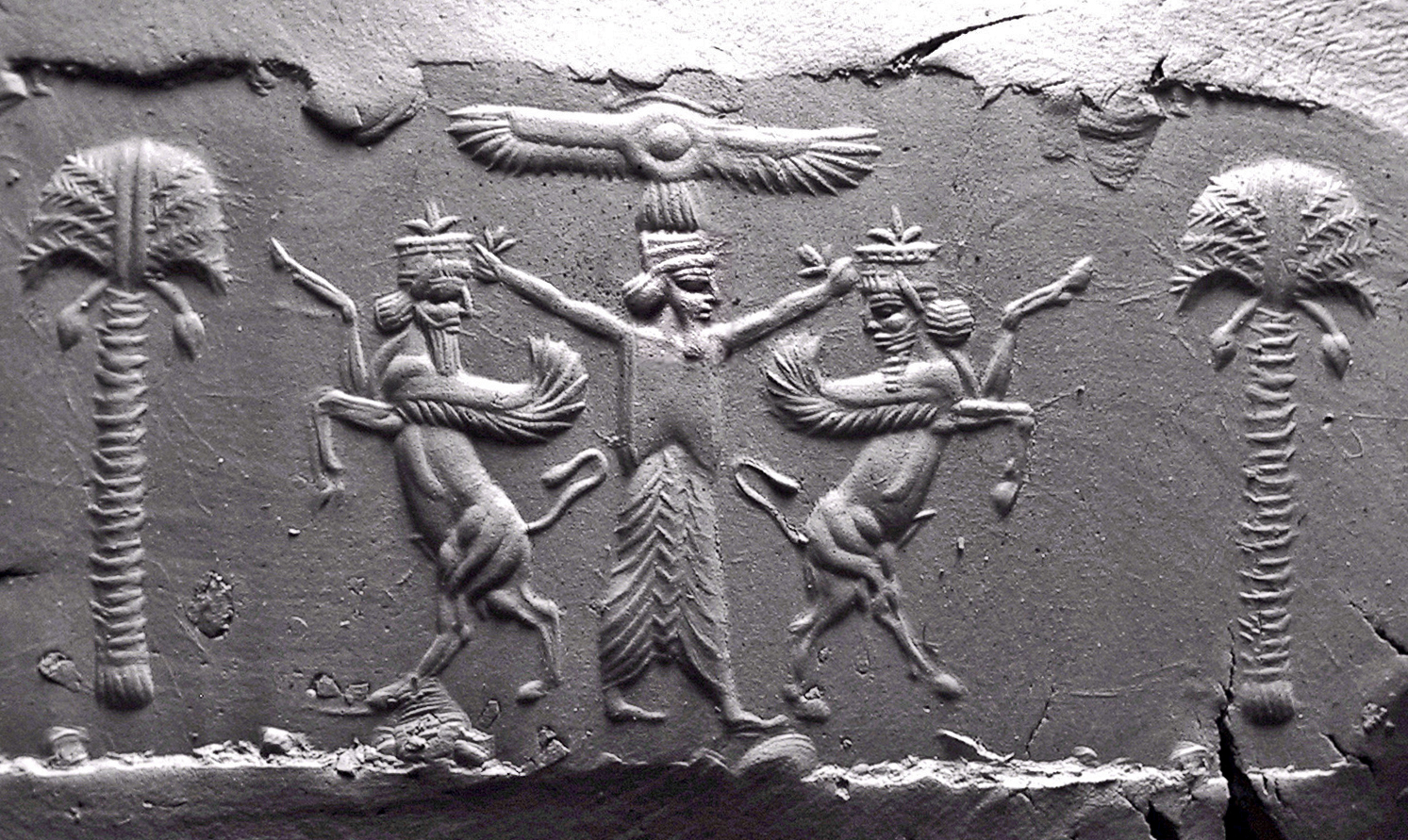
نخيل على طبعة ختم أخميني Achaemenid في القرن الخامس قبل الميلاد. كان شائعاً لدى البابليون القدماء استخدام رموز النخيل.
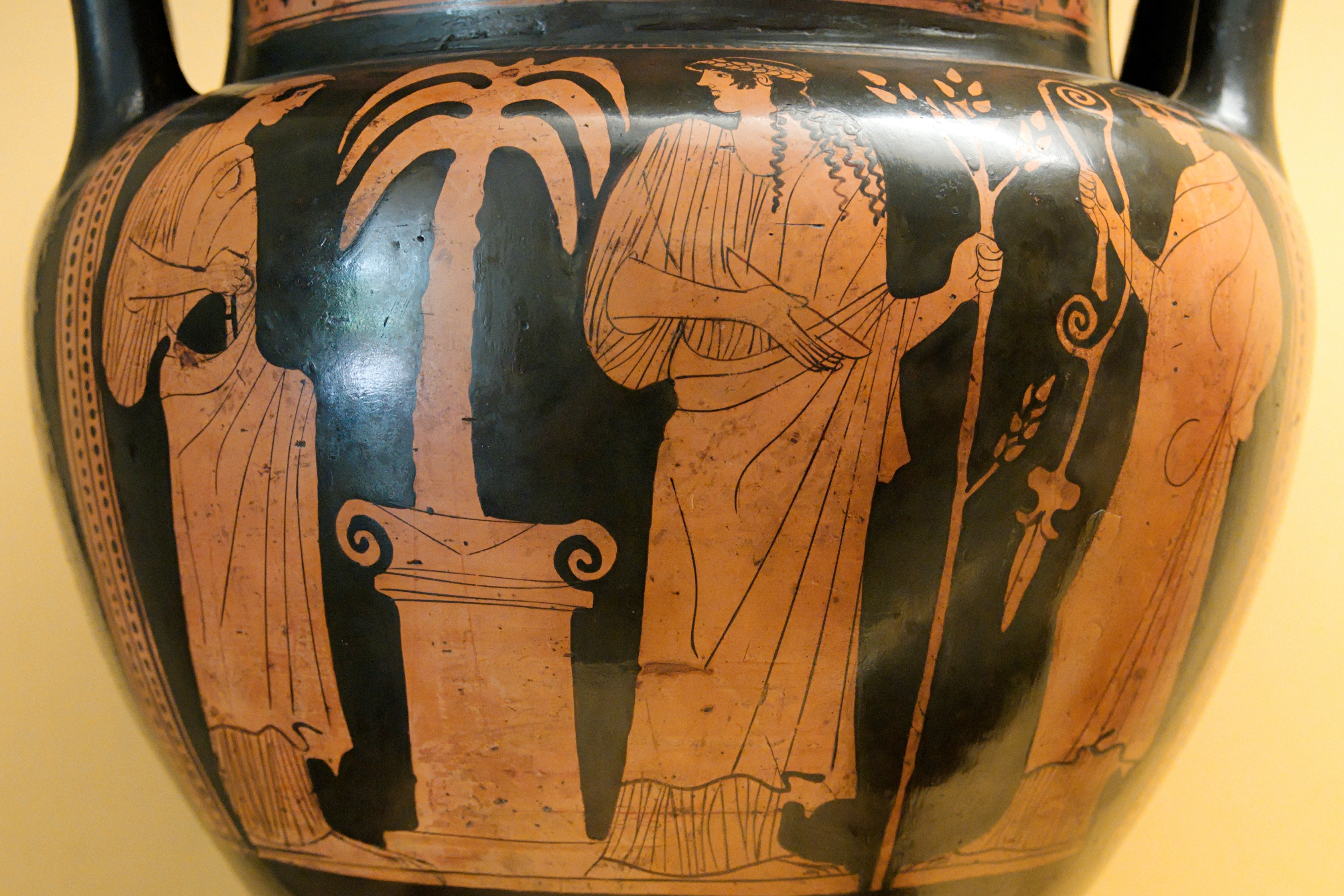
أبولو يحمل غصن الغار ووعاءالسكب libation bowl، بجانب نخلة تمثل ولادته في ديلوس (Comacchio Painter، حوالي 450 قبل الميلاد).
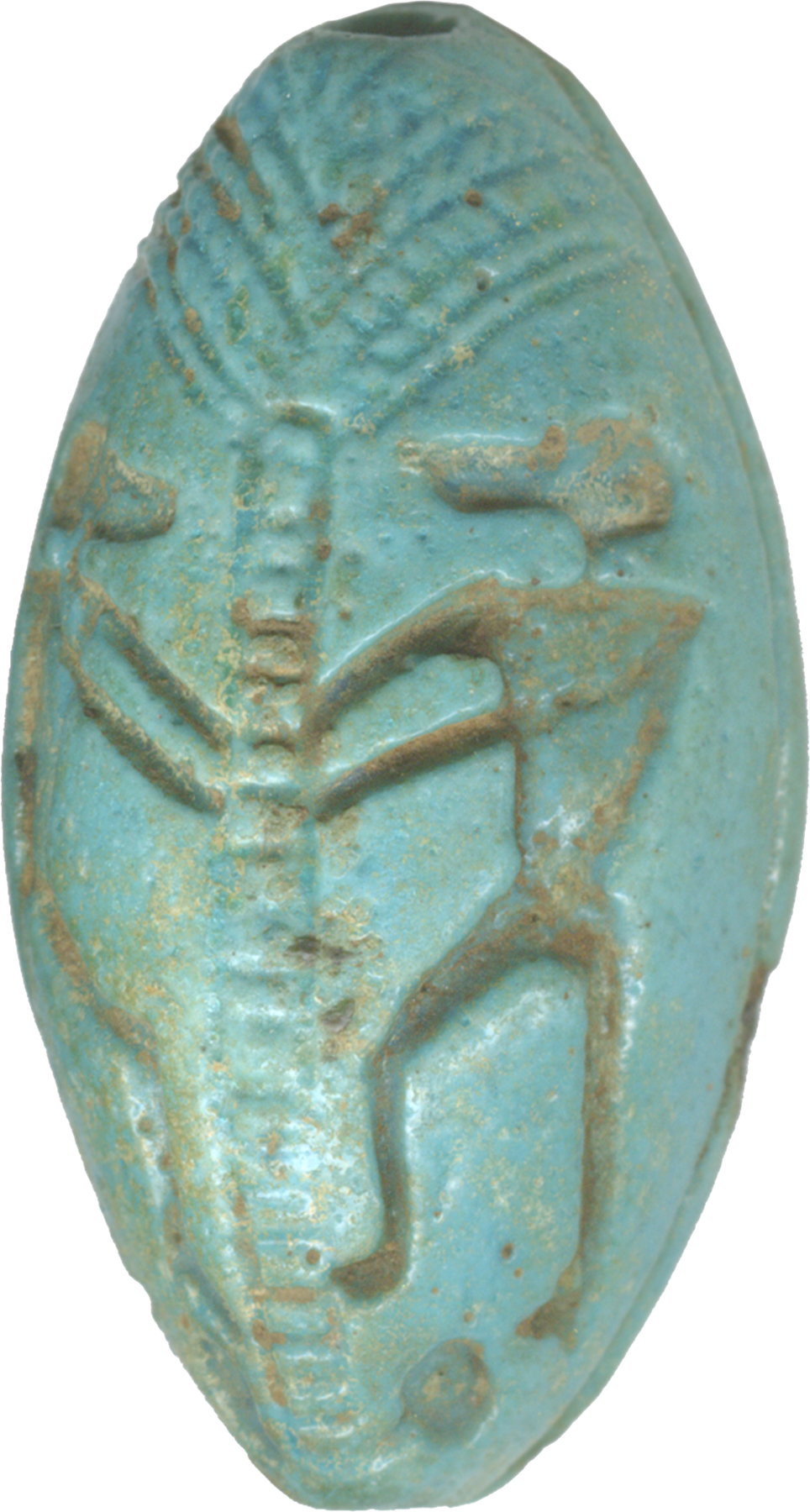
قرد بجوار نخلة، يرمز إلى شروق إله الشمس اليومي، على خرزة تميمة مصرية (حوالي 1300 قبل الميلاد).
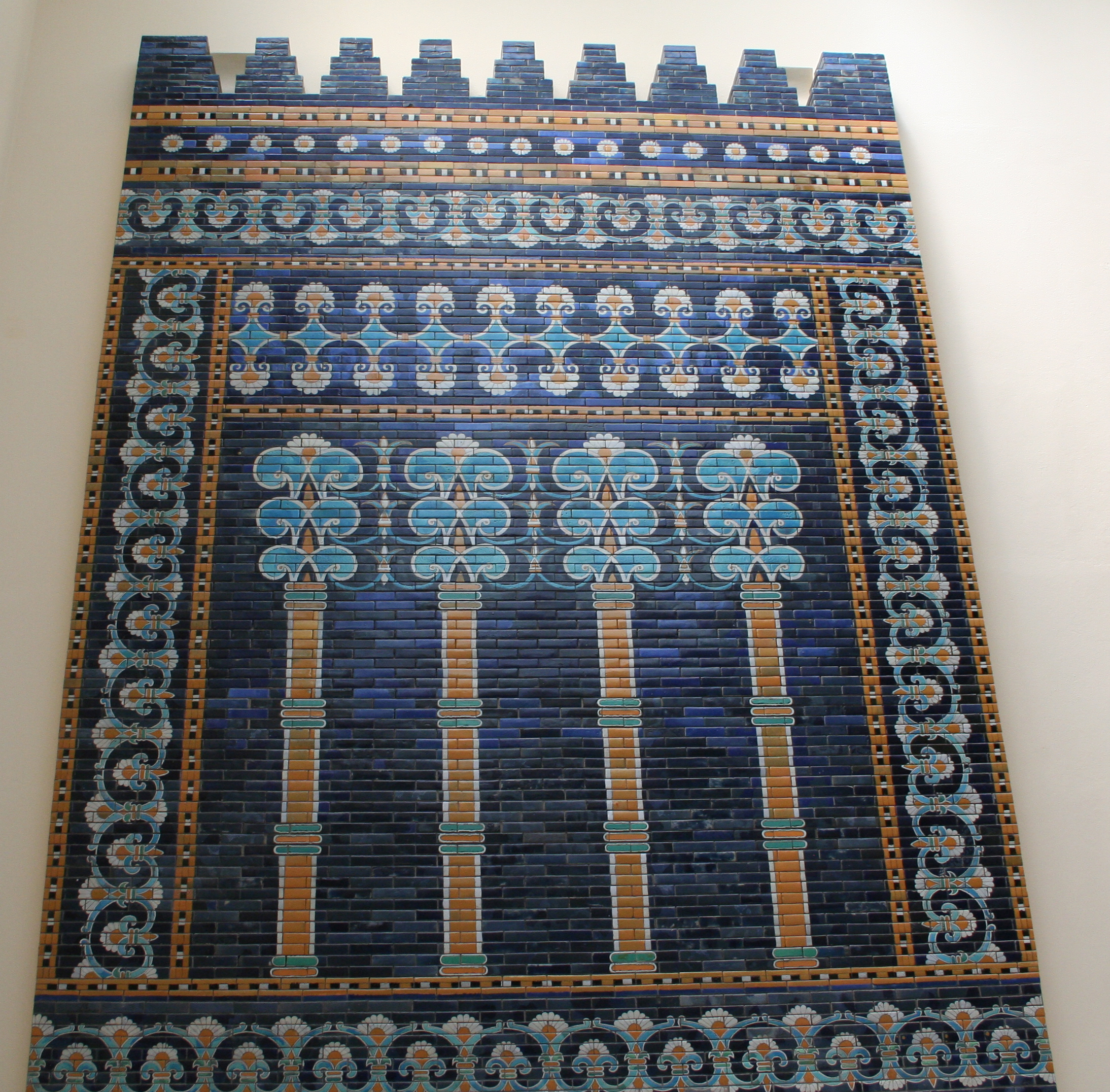
نخيل منمنمة (Stylized) على بوابة عشتار - بابل (حوالي 575 قبل الميلاد).
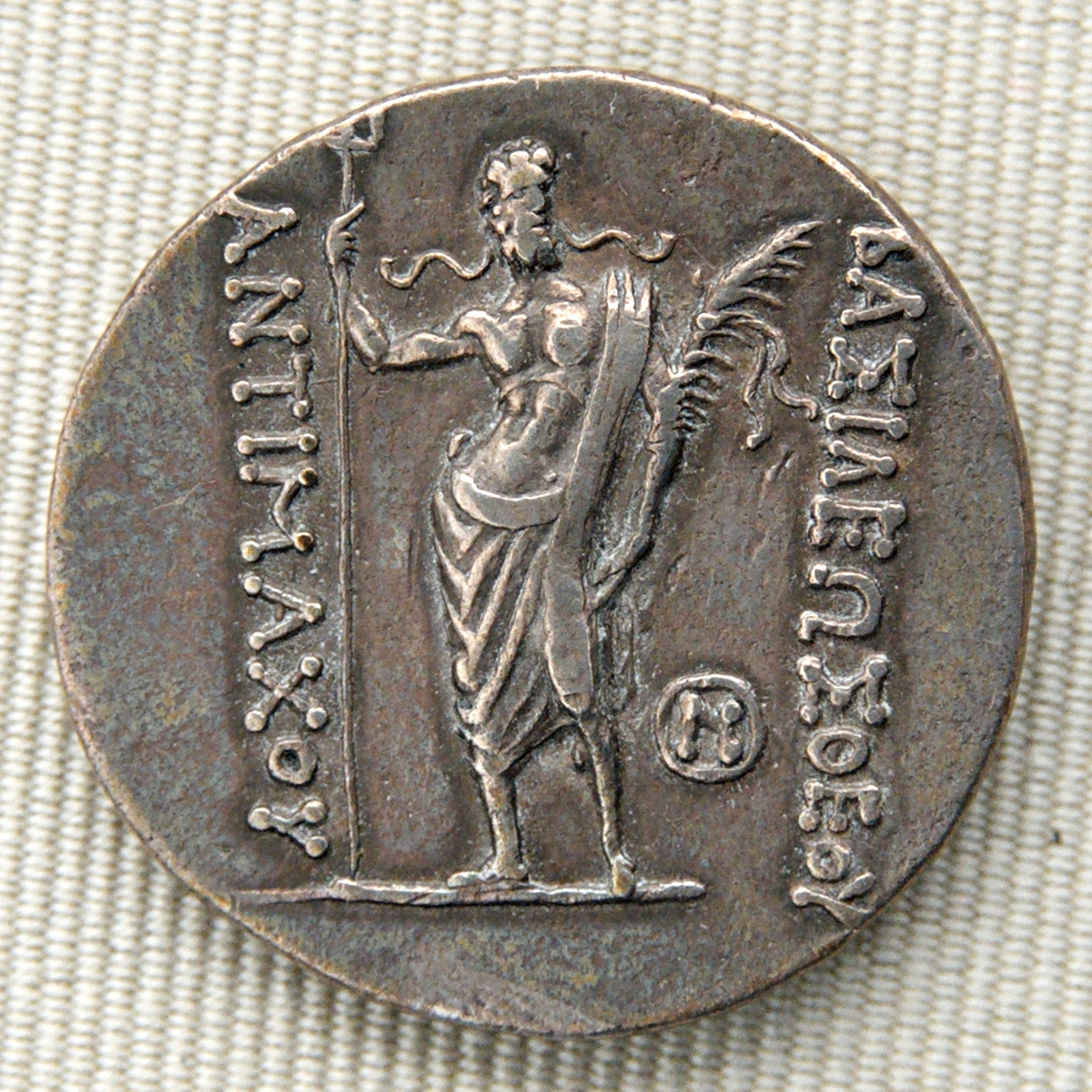
بوسيدون يحمل غصن نخيل على ظهر تترادراخما وهي عملة أنتيماتخوس الأول ثيوس Antimachus I Theos، ملك باكتريا (القرن الثاني قبل الميلاد).
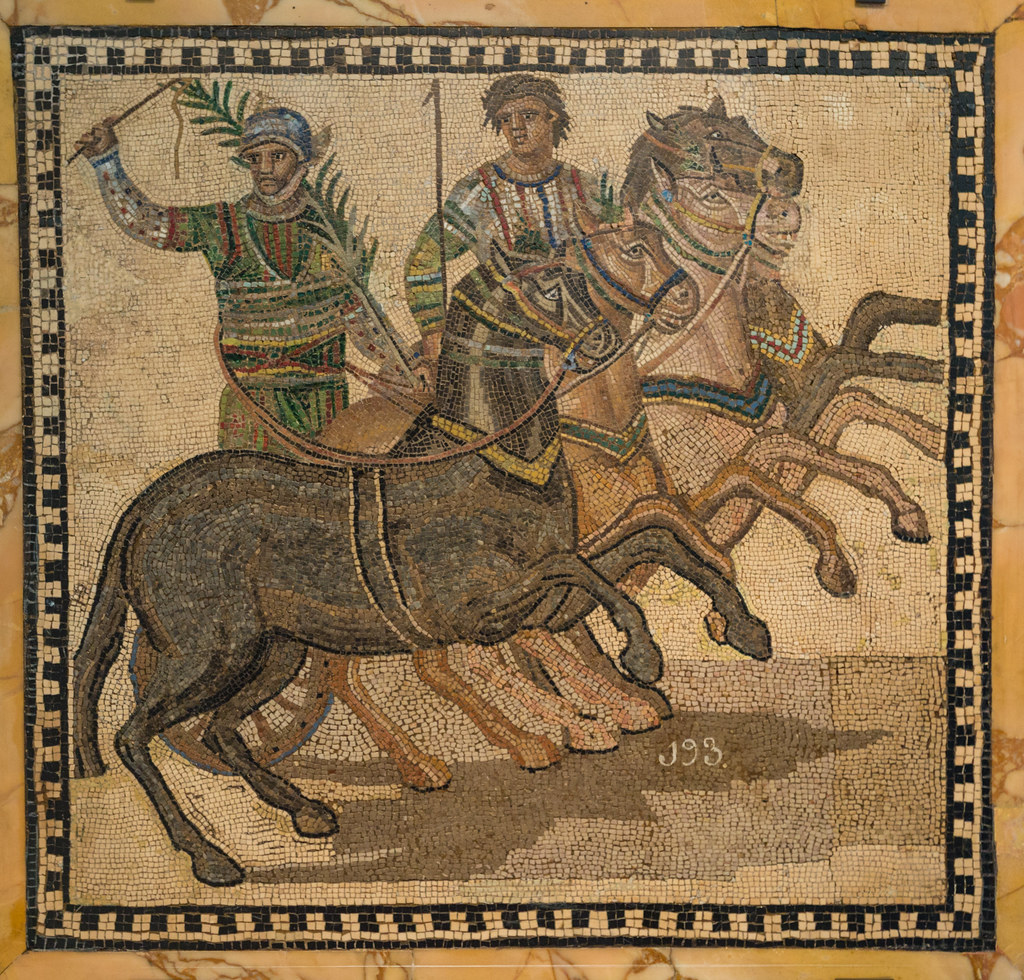
قائد عجلة حربية منتصر يحمل غصن نخيل على فسيفساء رومانية
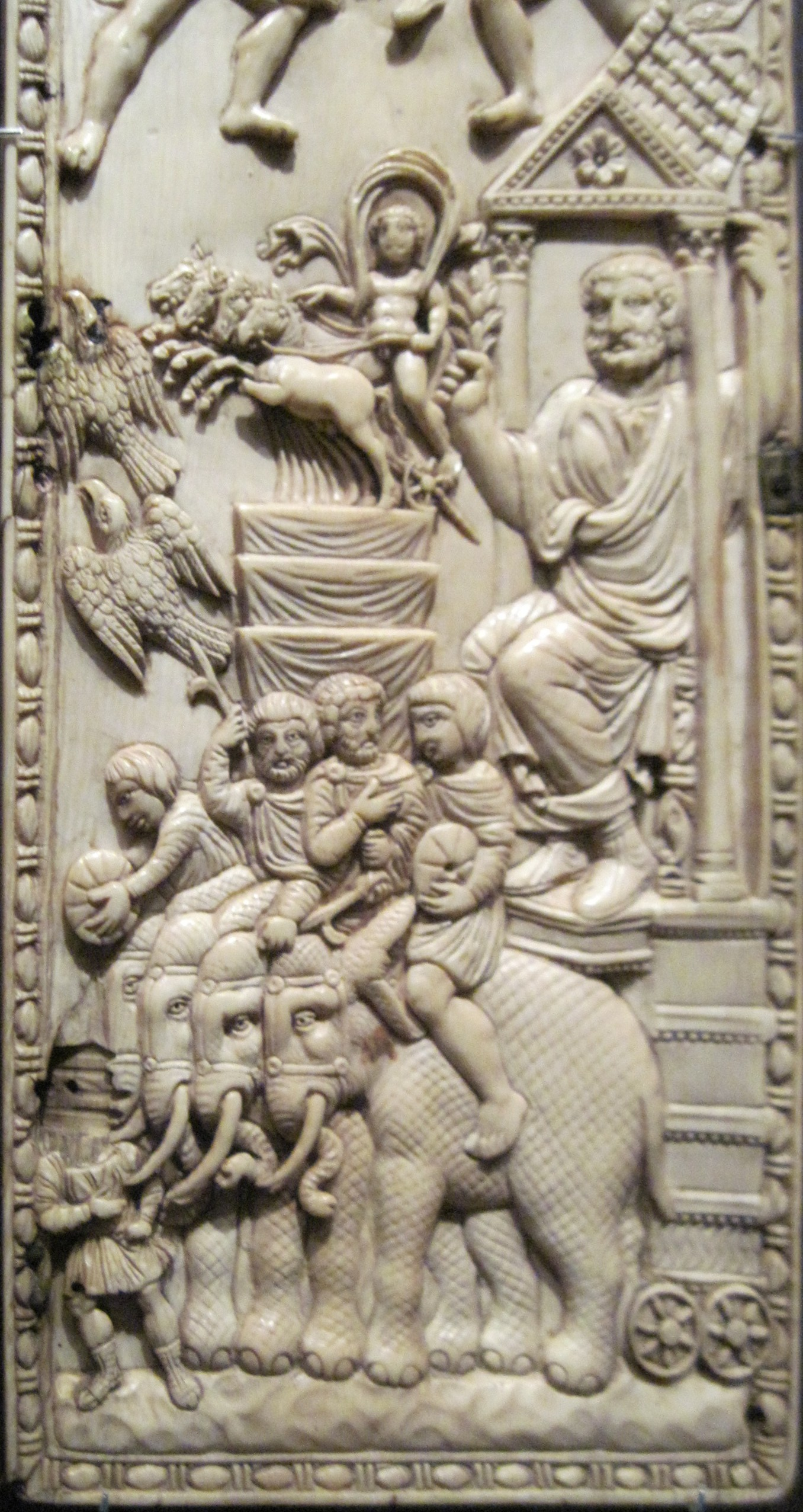
سيماخوس يحمل نخلة الانتصار على الموت (القرن الرابع).

### أعلام وأختام

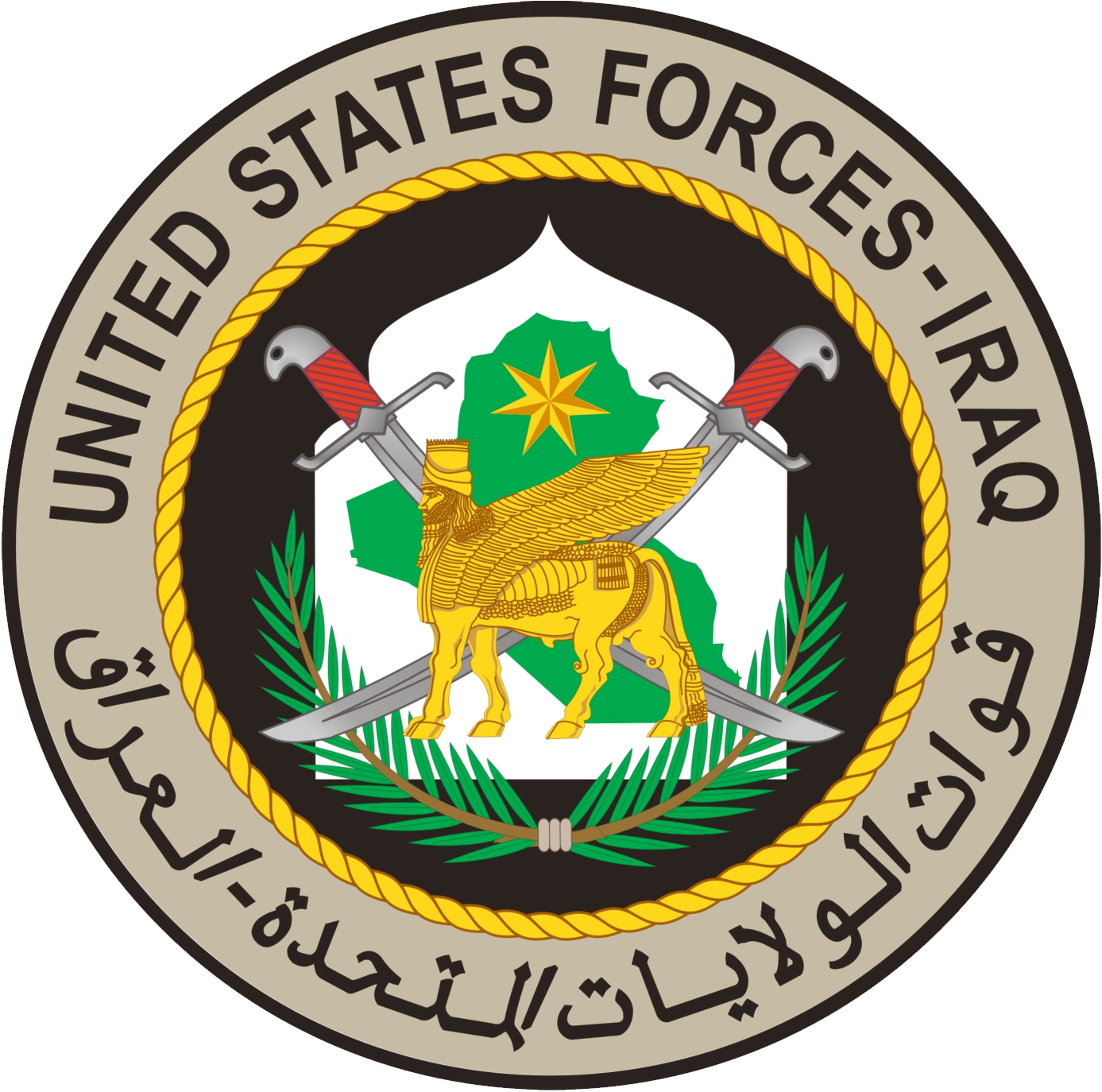
شارة القماش القتالية (Combat patch) لقوات الولايات المتحدة - العراق (القوات الأمريكية في العراق): يهدف سعف النخيل إلى تمثيل السلام والازدهار، تحت الثور المجنح
شعار النبالة المالطي
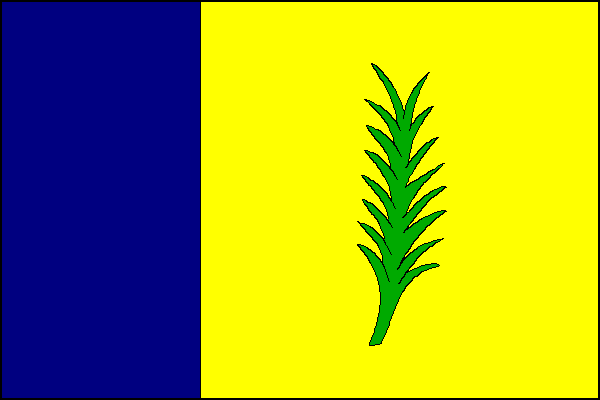
علم قرية درنوفيتسي (Drnovice) - جمهورية التشيك
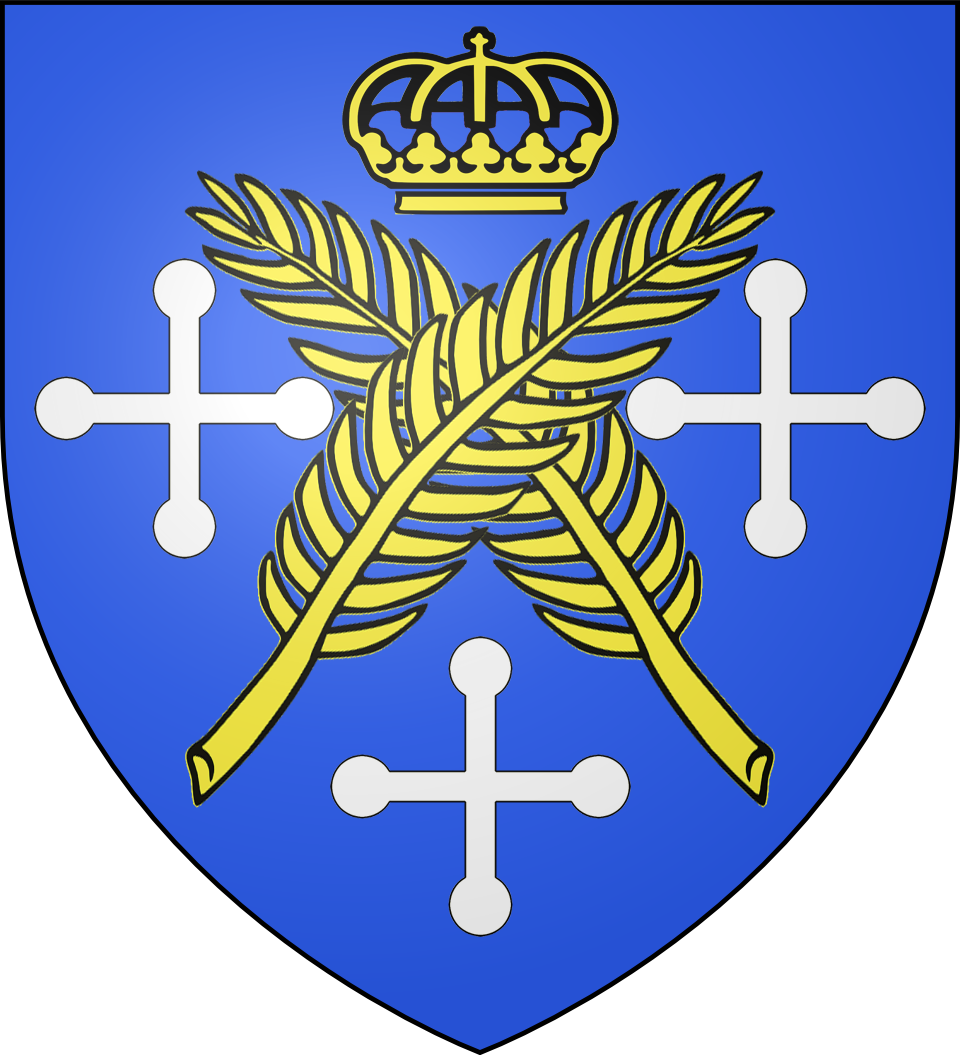
شعار النبالة لـسانت إتيان - فرنسا
شعار النبالة لفيلاكوفو - سلوفاكيا
علم الجمهورية الطرابلسية (1919–1923)[33]
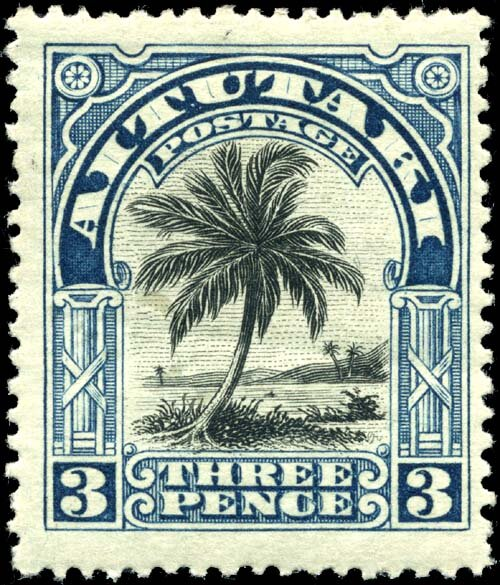
طابع بريدي لمدينة أيتوتاكي لشجرة نخيل.

### رمزيات للنصر والسلام

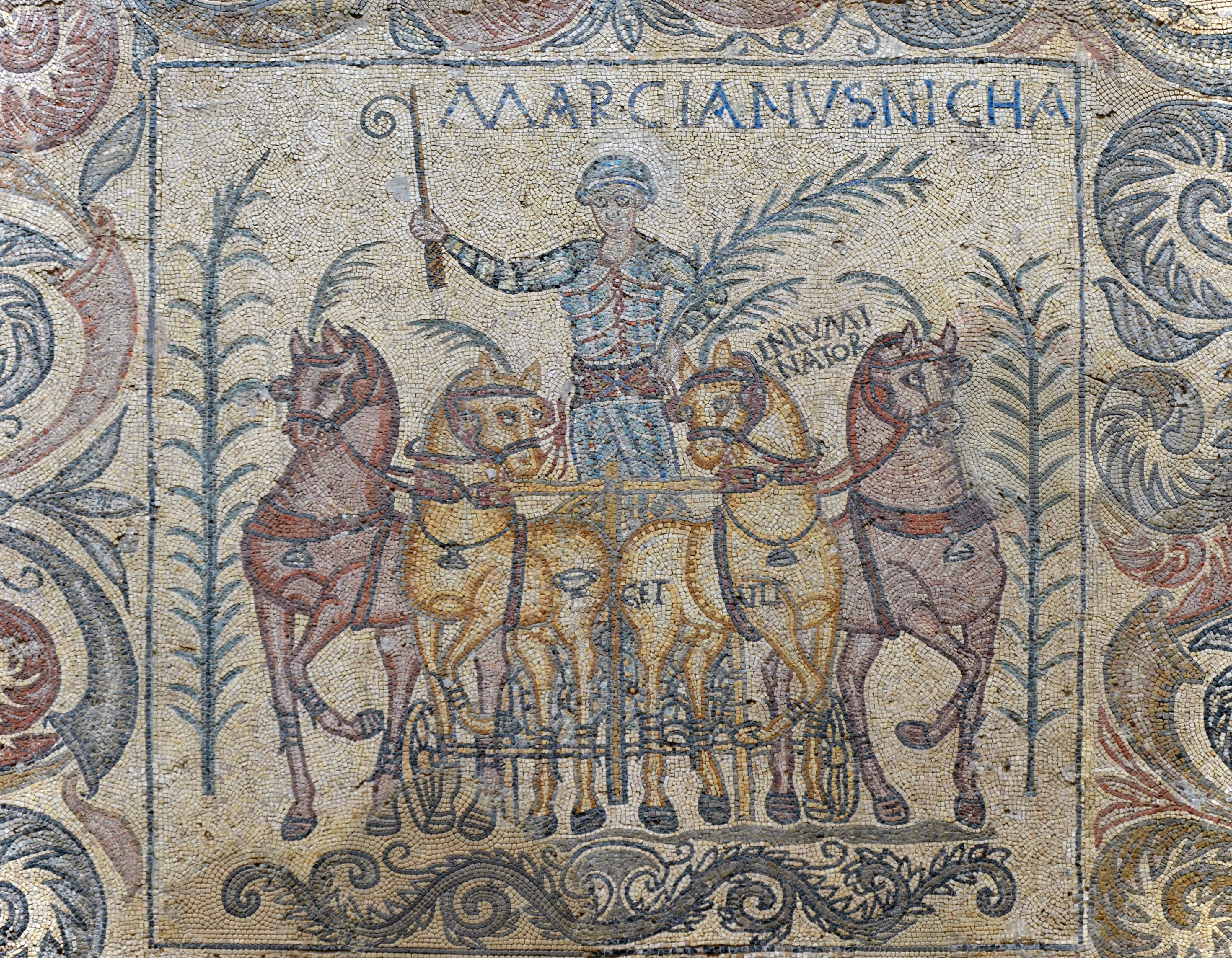
فسيفساء رومانية لسائق عربة منتصر ويحمل غصن نخلة بيده.
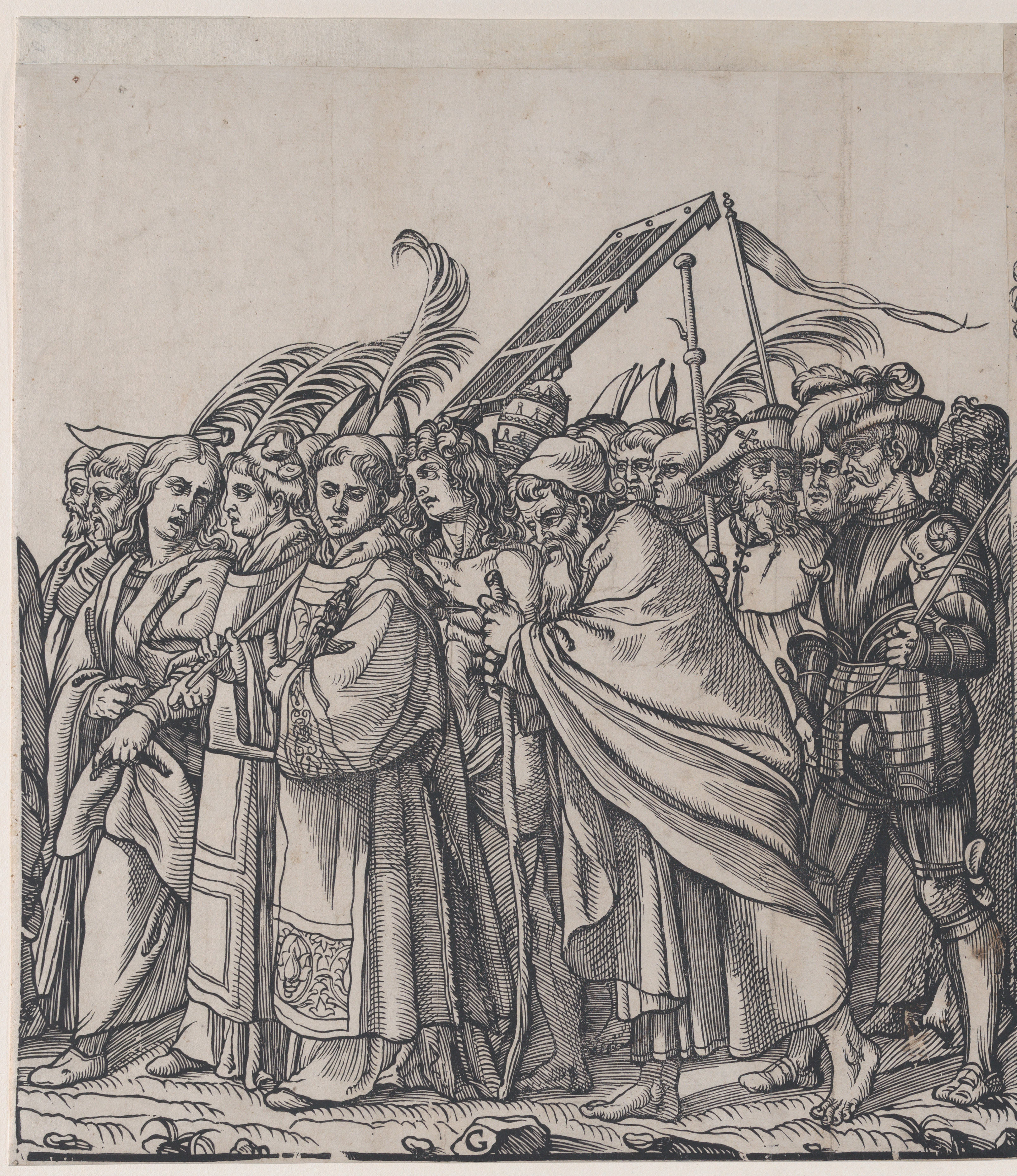
رسم موتى يحملون أغصان نخيل.
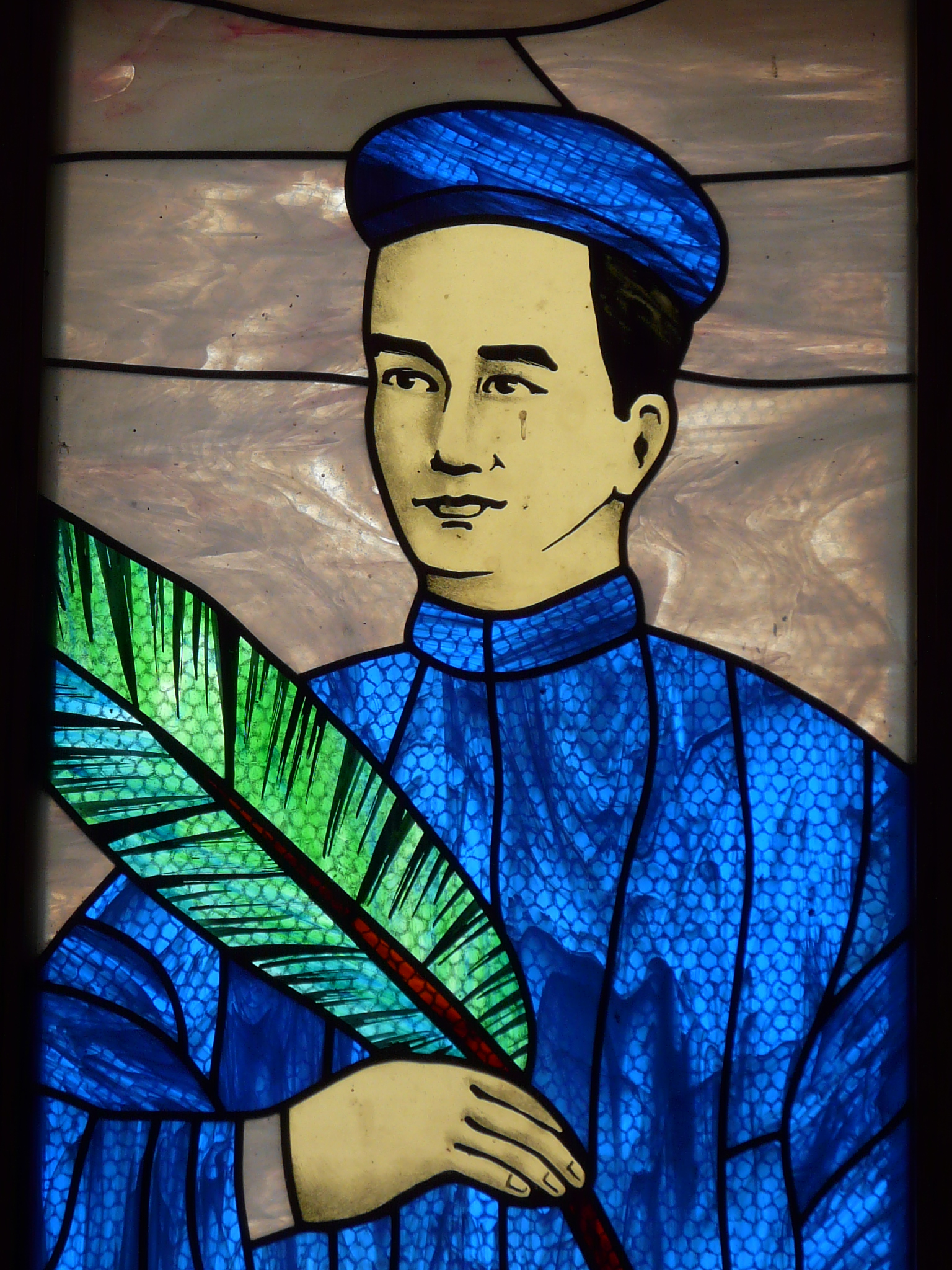
غصن النخيل يُمثل القلب المُقدس في بعض الديانات.
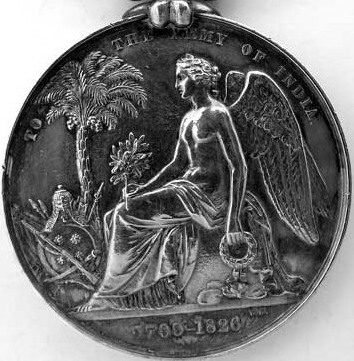
ظهر ميدالية جيش الهند (Army of India Medal)، مع شجرة نخيل في الخلفية. تم إنشاؤها عام 1851.
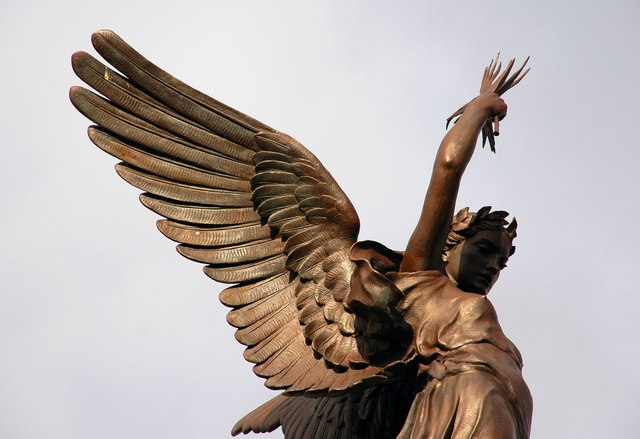
السلام المنتصر يحمل غصن النخيل، النصب التذكاري للحرب العالمية الأولى في لورغان - أيرلندا الشمالية.

## ببليوجرافيا
- Chase، Holly (1990). The Date Palm: Pillar of Society. Prospect Books. ص. 64. ISBN:9780907325444. مؤرشف من الأصل في 2021-03-28. {{استشهاد بكتاب}}: تجاهل المحلل الوسيط |عمل= (مساعدة)
- Rustomji، Nerina (2009). The Garden and the Fire: Heaven and Hell in Islamic Culture. Columbia University Press. ISBN:978-0231140850.
- Vioque، Guillermo Galán (2002). Martial, Book VII: A Commentary. ترجمة: J.J. Zoltowski. Brill. ISBN:978-90-04-12338-0. تيتوس ليفيوس 10.47.3